# سياسة التأشيرات في أرمينيا
تسمح أرمينيا لمواطني بلدان وأقاليم محددة بزيارة أرمينيا لأغراض السياحة أو الأعمال التجارية دون الحاجة إلى الحصول على تأشيرة أو السماح لهم بالحصول على تأشيرة عند الوصول أو عبر الإنترنت. وبالنسبة لبعض البلدان، فإن الإعفاء من التأشيرة يُمارس على أساس مخصص، ولا يُضفى عليه الطابع الرسمي بموجب اتفاق ثنائي. يمكن لمواطني رابطة الدول المستقلة ومواطني جميع دول الاتحاد الاقتصادي للمنطقة الأوروبية الآسيوية والدول الأعضاء في الاتحاد الأوروبي دخول أرمينيا دون تأشيرة.

## خريطة سياسة التأشيرات

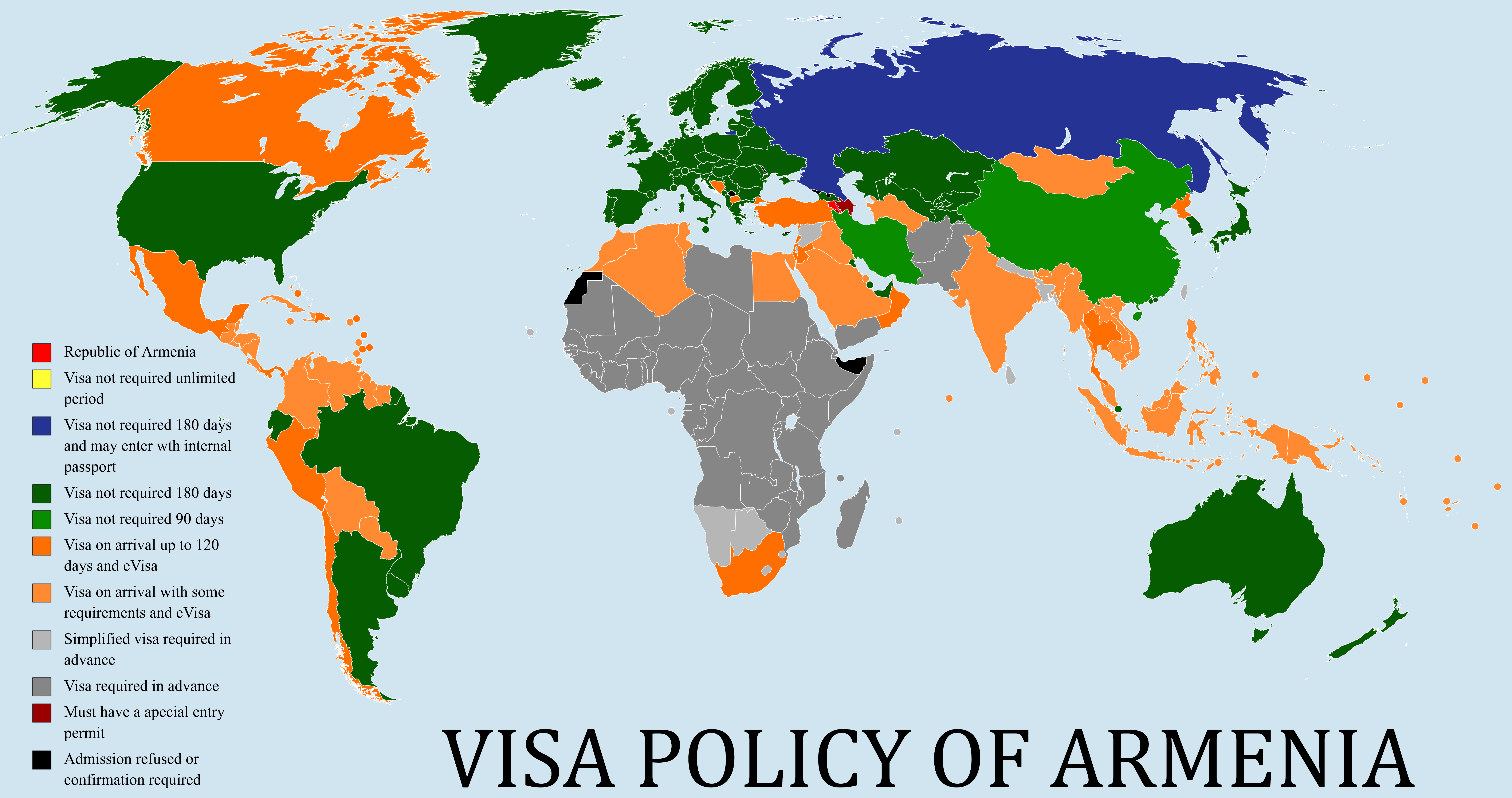
سياسة التأشيرات في أرمينيا

## بلدان بدون تأشيرة
لا يطلب من حاملي جميع أنواع جوازات السفر من البلدان التالية الحصول على تأشيرة لدخول أرمينيا لمدة 180 يومًا خلال أي فترة سنة (ما لم يُذكر خلاف ذلك):
| - كافة مواطنة الاتحاد الأوروبي \| - ألبانيا - أندورا - الأرجنتين - أستراليا - أذربيجان - بيلاروس - البرازيل - الصين1 - جورجيا2 - هونغ كونغ - آيسلندا - إيران1 - اليابان - كازاخستان - قيرغيزستان - ليختنشتاين - ماكاو1 - مولدافيا - موناكو \| - الجبل الأسود - نيوزيلندا - النرويج - قطر - روسيا2 - سان مارينو - صربيا - سنغافورة - كوريا الجنوبية - سويسرا - طاجيكستان1 - أوكرانيا - الإمارات العربية المتحدة - المملكة المتحدة - الولايات المتحدة - أوروغواي - أوزبكستان - الفاتيكان \| \| | |  |
| - ألبانيا - أندورا - الأرجنتين - أستراليا - أذربيجان - بيلاروس - البرازيل - الصين1 - جورجيا2 - هونغ كونغ - آيسلندا - إيران1 - اليابان - كازاخستان - قيرغيزستان - ليختنشتاين - ماكاو1 - مولدافيا - موناكو | - الجبل الأسود - نيوزيلندا - النرويج - قطر - روسيا2 - سان مارينو - صربيا - سنغافورة - كوريا الجنوبية - سويسرا - طاجيكستان1 - أوكرانيا - الإمارات العربية المتحدة - المملكة المتحدة - الولايات المتحدة - أوروغواي - أوزبكستان - الفاتيكان |  |

1 – حتى 90 يوم.

2 – قد تستخدم بطاقة الهوية أو جواز السفر الداخلي.

## تأشيرة إلكترونية / تأشيرة عند الوصول

### فيزا عند الوصول
يمكن للزوار المسافرين كسياح (باستثناء من البلدان المذكورة أدناه) الحصول على تأشيرة عند الوصول لمدة أقصاها 120 يومًا بتكلفة 15،000 درام أرميني. كما يمكنهم التقدم بطلب للحصول على تأشيرة إلكترونية مقدمًا.
يمكن منح التأشيرة عند الوصول في نقاط التفتيش التالية:
- المطارات الدولية ومحطة السكك الحديدية
  - مطار يريفان الدولي (يريفان)
  - مطار شيراك (غيومري، محافظة شيراك)
  - محطة سكة حديد أيروم (أيروم، محافظة تاووش، الحدود مع جورجيا)

نقاط التفتيش البرية:
- - باغراتاشن، محافظة تاووش (الحدود مع جورجيا)
  - بافرا، محافظة شيراك (الحدود مع جورجيا)
  - غوغافان، محافظة لوري (الحدود مع جورجيا)
  - ميغري، محافظة سيونيك (الحدود مع إيران)

### التأشيرة الإلكترونية
كما يحق للزوار الأجانب المؤهلين للحصول على تأشيرة عند الوصول التقدم بطلب للحصول على التأشيرة الإلكترونية. تسمح التأشيرة الإلكترونية للمتقدمين بالبقاء حتى 120 يومًا أو 21 يومًا مع رسوم قدرها 31 دولارًا أمريكيًا أو 6 دولارات أمريكية. يجب تقديم الطلب قبل 3 أيام عمل على الأقل من موعد الرحلة.

### التأشيرة مطلوبة مقدماً
لا يمكن لمواطني البلدان التالية التقدم بطلب للحصول على تأشيرة إلا في المراكز الدبلوماسية أو القنصلية الأرمينية، وفقط بناء على دعوة.
| - جميع البلدان الأفريقية (بما فيها سانت هيلينا) باستثناء جنوب أفريقيا - أفغانستان - بنغلاديش - نيبال - باكستان - فلسطين | - السعودية - سريلانكا - سوريا - فيتنام - اليمن |  |

كما لا يمكن للمواطنين  العراقيين الحصول على تأشيرة لدى وصولهم، ولا يمكنهم التقدم بطلب للحصول على تأشيرة إلا في المراكز الدبلوماسية أو القنصلية الأرمينية، ولكن الدعوة غير مطلوبة.

### رفض الدخول
يتم رفض الدخول والعبور لمواطني كوسوفو، حتى لو لم يغادروا الطائرة ويسيرون بنفس الرحلة.

## وصلات خارجية
- تعليمات تخطيطية لعملية الحصول على تأشيرة أرمينيا
- Armenia E-visa Application